# Elisabeth Boddaert
Jkvr. Elisabeth Carolina Boddaert (Oostkapelle, kasteel Westhove, 24 september 1866 - Amsterdam, 22 februari 1948) was een Nederlands verpleegkundige en bestuurster.

## Familie
Zij werd geboren als lid van de familie Boddaert en was een dochter van jhr. mr. Jacques Phoenix Boddaert (1811-1885), lid van de Ridderschap van Zeeland en rechter bij de arrondissementsrechtbank te Middelburg en diens tweede vrouw, Elisabeth Carolina barones van Heeckeren van Brandsenburg (1822-1882). Uit het eerste huwelijk van haar vader met de zuster van haar moeder, Anna Petronella barones van Heeckeren van Brandsenburg (1818-1860) waren tien kinderen geboren. Haar zuster, jkvr. Marie Boddaert (1844-1914) werd bekend als schrijfster en dichteres.

## Biografie
Boddaert volgde een opleiding tot verpleegster in Lausanne, Zwitserland. Rond 1890 verhuisde ze naar Edinburgh, Groot-Brittannië, om daar te werken in het ziekenhuis Royal Infirmary. Ze verpleegde verschillende misdadigers en de trieste levensverhalen maakten diepe indruk op haar. Haar ervaringen met de rauwe kant van de maatschappij hebben een grote impact op haar leven gehad. Na haar terugkomst in 1901 in Nederland leidde dit op 11 maart 1903 tot de opening van het eerste 'opvanghuis voor de kinderen met een moeilijke jeugd', in de Nicolaas Beetsstraat. Al snel wilde ze uitbreiden, en om dit te kunnen financieren richtte ze in 1904 de Vereeniging Tehuizen voor Schoolgaande Kinderen op, met haarzelf als voorzitter. Er werden meerdere opvanghuizen in Amsterdam geopend en ze kregen haar naam mee: de Boddaert Tehuizen. Heden ten dage bestaan er in Nederland nog steeds vele Boddaerthuizen.

## Eerbetoon
In Amsterdam Slotervaart is in de jaren vijftig een straat naar haar vernoemd.